# آيت باب الحوض (آيت إيكو موسى)
آيت باب الحوض هو دُوَّار يقع بجماعة عين جمعة، عمالة مكناس، جهة فاس مكناس في المملكة المغربية. ينتمي الدوّار لمشيخة آيت إيكو موسى التي تضم 18 دوار. يقدر عدد سكانه بـ 731 نسمة حسب الإحصاء الرسمي للسكان والسكنى لسنة 2004.

## وصلات خارجية
- البوابة الوطنية للجماعات الترابية
- المندوبية السامية للتخطيط